# Wumulong Yizu Xiang
Wumulong Yizu Xiang (kinesiska: 乌木龙, 乌木龙彝族乡) är en socken i Kina. Den ligger i provinsen Yunnan, i den sydvästra delen av landet, omkring 320 kilometer väster om provinshuvudstaden Kunming.
Genomsnittlig årsnederbörd är 1 178 millimeter. Den regnigaste månaden är juli, med i genomsnitt 304 mm nederbörd, och den torraste är januari, med 7 mm nederbörd.